# Żdżenice
Żdżenice – dawniej Zdzienice, wieś w Polsce położona w województwie wielkopolskim, w powiecie tureckim, w gminie Malanów.
W latach 1975–1998 miejscowość administracyjnie należała do województwa konińskiego.
Częściami sołectwa Żdżenice są Kolonia Franulew, Kolonia Żdżenice oraz Kolonia Marysin.
W miejscowości swój początek bierze rzeka Kiełbaska.

## Historia
We wsi odnaleziono cmentarzysko i amforę z lat 1100-900 p.n.e. (z epoki brązu). Ponadto znaleziono tu szczątki licznych naczyń glinianych. Najwięcej znalezisk pochodzi z okresu pierwszych wieku naszej ery, kiedy to kupcy rzymscy wędrowali szlakiem bursztynowym przez Kalisz do Bałtyku.
Ze Zdzienic wywodzi się ród Siekiel - Zdzienickich herbu Korab (wzmianki od roku 1350 do ok. 1830).

## Wiatrak koźlak
W miejscowości znajduje się drewniany wiatrak z I połowy XIX wieku (obecnie młyn elektryczny).